# Varronia brittonii
Varronia brittonii är en strävbladig växtart som beskrevs av Charles Frederick Millspaugh. Varronia brittonii ingår i släktet Varronia och familjen strävbladiga växter. Inga underarter finns listade i Catalogue of Life.